# Кампус-Белус
Кампус-Белус (порт. Campos Belos) — муниципалитет в Бразилии, входит в штат Гояс. Составная часть мезорегиона Север штата Гойяс. Входит в экономико-статистический микрорегион Шапада-дус-Веадейрус. Население составляет 18 849 человек на 2006 год. Занимает площадь 724,060 км². Плотность населения — 25,9 чел./км².

## История
Город основан в 1954 году.

## Статистика
- Валовой внутренний продукт на 2004 год составляет 52 383 000 реалов (данные: Бразильский институт географии и статистики).
- Валовой внутренний продукт на душу населения на 2004 год составляет 2874 реала (данные: Бразильский институт географии и статистики).
- Индекс развития человческого потенциала на 2006 год составляет 0,708 (данные: Программа развития ООН).

## География
Климат местности: тропический.